# Conflicto entre Guatemala y México (1958-1959)
Se conoce como el conflicto México-Guatemala a los hechos ocurridos el 31 de diciembre de 1958 en que barcos pesqueros mexicanos fueron atacados por la Fuerza Aérea Guatemalteca (FAG) en aguas territoriales de Guatemala. El saldo fue de tres pescadores muertos y catorce heridos por parte de México. Diez de los sobrevivientes fueron sometidos a interrogación militar por parte de Guatemala. La situación causó una terminación temporal de las relaciones diplomáticas y comerciales entre México y Guatemala, un puente fronterizo fue destruido y ambos países activaron una alerta militar.

## Contexto previo al ataque
Empezando en noviembre de 1956, Guatemala notificó varias veces al gobierno mexicano de tala ilegal de árboles en Petén y de pesca ilegal de camarón en aguas guatemaltecas del Océano Pacífico desde 1954. El gobierno guatemalteco indicó también que dichas embarcaciones no exponían matrícula de identificación ni bandera nacional y que Guatemala se reservaba el derecho de atacar a dichos "piratas".
El Departamento de Relaciones Exteriores de México respondió que, a pesar de tener guardacostas mexicanos en el área, no podía hacer nada sin saber la identidad de los barcos y sus tripulantes. Esto generó tensiones adicionales entre las dos naciones, al punto que el presidente guatemalteco Miguel Ydígoras Fuentes advirtió a México el uso de la fuerza para preservar la integridad de la frontera y las riquezas naturales de Guatemala.
El 8 de noviembre de 1957, el ministro guatemalteco de Relaciones Exteriores, Adolfo Molina Orantes, envió una carta diplomática, la primera de varias quejas formales al gobierno mexicano, explicando que la tala ilegal de árboles y la pesca furtiva en aguas territoriales de Guatemala se han convertido en una práctica sistemática y solicitó al gobierno mexicano que para evitar hechos que pudieran perjudicar las excelentes relaciones diplomáticas, México tomara las medidas necesarias. Las tensiones se generaban mientras varios países alrededor del mundo reclamaban un mar territorial de 12 millas (22,2 km), en lugar del límite de 3 millas (4,8 km) reconocido desde el siglo xviii.
El 12 de noviembre de 1958, la Dirección General de la Marina Mercante en México dictó la última de las exhortaciones al Gerente de Puertos Libres Mexicanos, la cual fue ignorada una vez más por las embarcaciones mexicanas.
El 28 de diciembre, una aeronave C-47 de la Fuerza Aérea Guatemalteca llevó a cabo una misión de reconocimiento con el fin de corroborar reportes de pequeñas embarcaciones mexicanas en aguas de Guatemala. En la mañana del 29 de diciembre, Jesús Unda Murillo, Ministro de Relaciones Exteriores de Guatemala, contactó al gobierno mexicano una vez más para que se tomaran medidas oportunas para evitar que embarcaciones mexicanas ejercieran la pesca en aguas territoriales guatemaltecas o repitieran un desembarco en las costas guatemaltecas como el de la semana anterior. El 30 de diciembre, la prensa mexicana publicó una carta abierta escrita por el presidente guatemalteco Miguel Ydígoras Fuentes, en la que amenazó de "bombardear y ametrallar hasta hundir todo barco pirata de día y de noche, hasta acabar con esos bandidos, piratas y filibusteros."

## Operación Drake

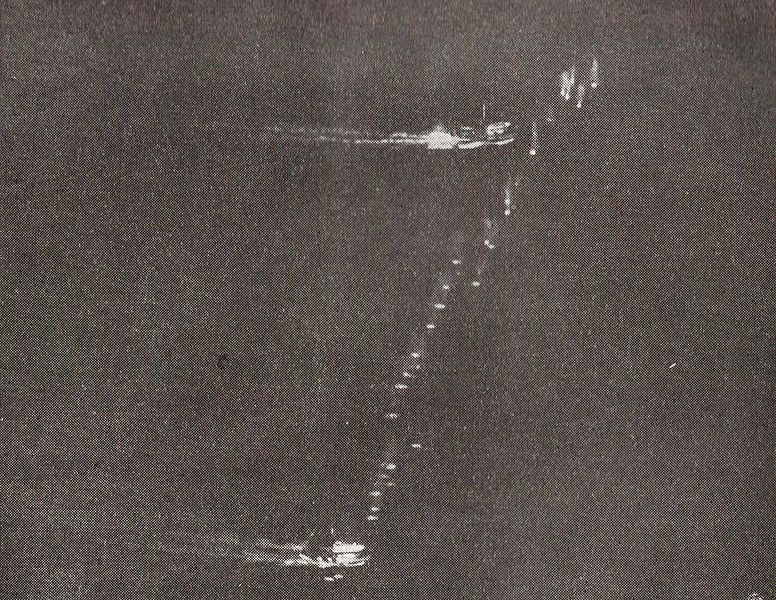
Un avión de la FAG dispara tiros de advertencia.

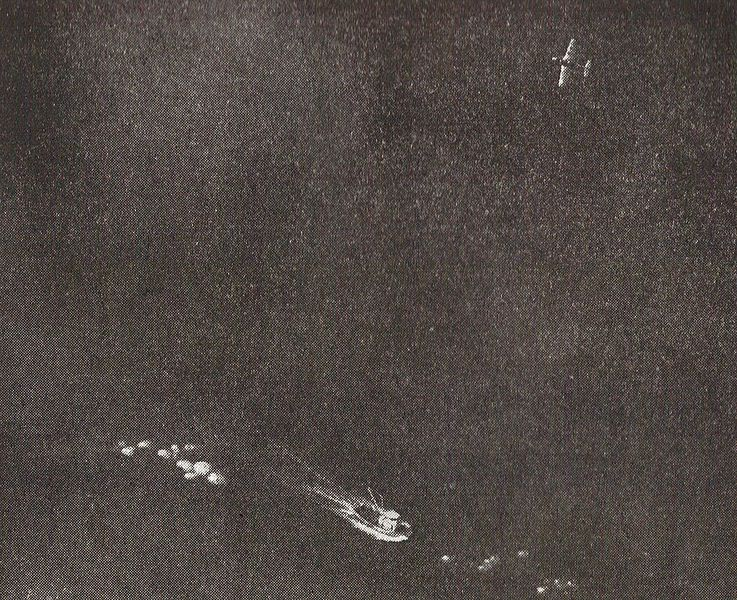
Un Mustang de la FAG sobrevuela la embarcación mientras otro Mustang efectúa descargas de advertencia.

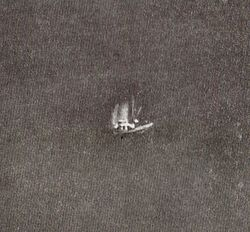
El San Diego recibe una descarga directa.

El entonces comandante en jefe de la Fuerza Aérea Guatemalteca (FAG), coronel Luis Urrutia de León, recibió órdenes del presidente guatemalteco para poner punto final al tema, planeando una operación que tuviera por objetivo el localizar y destruir los barcos mexicanos cuando estos se encontraran en mar territorial de 12 millas (22.2 km). Con la autorización del presidente Miguel Ydígoras Fuentes, la Fuerza Aérea Guatemalteca activó el 30 de diciembre de 1958 el plan “Operación Drake”. Esa misma tarde, fueron enviados de la base aérea La Aurora un par de aviones T-6 Texan para ver si las embarcaciones todavía se encontraban en sus aguas, mismo que confirmaron poco tiempo después.
En la mañana siguiente, 31 de diciembre de 1958 a las 6:15 AM despegaron un avión Cessna 180 y un C-47 de la FAG llevando como observador a un reportero y fotógrafo de "El Imparcial", Gregorio López Moraga. Los aviones sobrevolaron la costa guatemalteca del Océano Pacífico, localizando a las 7:27 AM un mínimo de ocho pequeños barcos camaroneros en plena pesca, cinco de ellos a tan solo 1.5–2 millas de la costa de Champerico, Guatemala. El C-47 efectuaba vuelos en círculo a 1220 metros de altura aproximadamente y funcionaba como centro de comando. El piloto del avión Cessna 180 hizo pases rasos y notó que las embarcaciones no exhibían matrícula ni bandera. A continuación se presentó un avión Cessna 182 de la FAG con cuatro altavoces y sobrevoló a cada una de las cinco embarcaciones a baja velocidad. La orden era esta: 

"Atención barcos pesqueros, se encuentran ilegalmente en aguas territoriales guatemaltecas; el Ejército les ordena enfilar inmediatamente hacia Champerico; el barco que desobedezca será ametrallado."

Los periodistas reportaron que los pescadores respondieron con mofas y señas obscenas, por lo que después de media hora de transmitir la orden repetidamente, el comando a bordo del C-47 ordenó a los aviones Cessna retirarse. A las 8:40 AM llegaron al área dos aviones de combate Mustang P-51. Uno de los cinco barcos, el Elizabeth, inició movimiento hacia la frontera mexicana y un Mustang produjo la primera descarga de ametralladoras en el agua en frente del barco, al no responder, el piloto del Mustang le hizo una descarga en la proa del barco, causándole 14 perforaciones; el Elizabeth entonces se enfiló hacia Champerico mientras desplegaba una manta blanca en señal de rendimiento. No hubo bajas en esta embarcación.
Los otros barcos pusieron sus motores a toda marcha y se dirigieron hacia la frontera mexicana. Los dos Mustang se alternaban los ataques preventivos delante de la proa, pero los barcos seguían su precipitada fuga. Los Mustang les tiraron entonces a la popa, ostensiblemente tratando de dañarles el motor, la hélice o el timón. Los aviones sin embargo, no parecían disparar a hacer blanco en la cubierta. Al advertir que estos barcos escapaban a la frontera mexicana, aunque aún se encontraban a la altura de Ocós, recibieron órdenes de abandonarlos y regresar a su base, probablemente ya sin munición o combustible. 
El capitán de la embarcación Águila 4 fue muerto de bala y varios de los pescadores a bordo resultaron heridos. La embarcación fue dañada por el ametrallamiento, por lo que fue remolcada por otros barcos mexicanos.
Minutos más tarde, un Mustang más apareció frente a la costa de Champerico y usó el mismo método contra dos barcos más que intentaban fugarse a México: El San Diego y el Puerto de Salina Cruz. El avión descargó sus ametralladoras primero trazando una línea recta adelante de cada barco, a pocos metros de la proa. Al continuar huyendo, les disparó a la popa. Luego pasó disparando al mar en dirección a la cubierta, al llegar a pocos metros del barco suspendía el disparo para continuarlo al otro lado de la embarcación. No obstante esto, los periodistas observadores reportaron que los dos barcos continuaban huyendo. Siendo ya dos horas a partir de las órdenes con altavoces y disparos de advertencia, los primeros impactos acertados se produjeron cerca de la aldea de Tilapa, a unas dos millas de la costa. El San Diego recibió una descarga que le acertó transversalmente en la cubierta, matando al cocinero e hiriendo a varios hombres; una segunda descarga le deshabilitó el motor.
Con el segundo barco, el Puerto de Salina Cruz, ocurrió lo siguiente: al recibir los primeros disparos, viró levemente con rumbo al este (Champerico), mas al ir el avión a disparar al otro barco, viró nuevamente hacia México; al recibir nuevamente más impactos de bala, otra vez viró hacia el este. Esta situación se repitió varias veces hasta que el barco encalló en la playa a medio kilómetro al oeste de Tilapa, dejando en el mar una estela de aceite que dibujó su rumbo de eses.
En total, el saldo fue de tres pescadores muertos y catorce heridos.

## Rescate y arresto
Desde la radio de los aviones, los pilotos percibieron que en el barco Puerto de Salina Cruz había heridos.  Casualmente, a pocos metros de la aldea, existía un pequeño campo de aterrizaje abandonado. El Cessna 180 con altavoces aterrizó y el piloto militar comprobó la versión, mas no tenía espacio para transportar a los heridos. El enorme C-47 que fungía como centro de comando aéreo, sobrevoló la pista unas veces pero no logró aterrizar.
El C-47 entonces se enfiló hacia el aeropuerto de Retalhuleu y otro avión similar fue enviado a rescatar a los pescadores heridos en el campo de Tilapa, los cuales fueron transportados al Hospital Militar de Guatemala. Simultáneamente, los barcos remolcadores Retalhuleu y Quezaltenango rescataron a algunos pescadores náufragos que habían intentado escapar del ametrallamiento brincando con salvavidas al mar, donde estuvieron a flote aproximadamente seis horas. Los pescadores capturados fueron transportados a la base militar de Mazatenango y sometidos a interrogación militar.

## Diplomacia
En contexto, el ataque de las FAG se realiza en un momento de transición; días después del Cambio de Gobierno en México, el 1 de diciembre de 1958, por lo que aún existían cambios y ajustes en el nuevo Gabinete. El Secretario de la Defensa Nacional, Gral. de Div. Matías Ramos Santos y el Jefe del Estado Mayor Presidencial el general de división Alejandro Hernández Bermúdez habían terminado su gestión el 29 de noviembre de 1958, tan solo un mes antes del ataque. Así mismo, el presidente de la República "saliente" Adolfo Ruiz Cortines, en uno de sus últimos actos, ratificó en el puesto al Jefe de la Fuerza Aérea Mexicana, al general de división P.A. Alfonso Cruz Rivera, quien había iniciado su gestión en 1955.
Pese al ataque, México no respondió la agresión. Se sugiere que el presidente de México entrante Lic. Adolfo López Mateos con menos de un mes en el cargo y con la gran responsabilidad en ese momento de ser el presidente del "País líder de la Organización de Estados Americanos (OEA)", no agrediría a un país hermano por obvios motivos y repercusiones políticas, por lo que al conflicto se le dio una salida diplomática.
El 1 de enero de 1959, el embajador mexicano en Guatemala protestó el ataque a los barcos mexicanos y pidió que se liberaran a los pescadores detenidos, sus embarcaciones y se les indemnizara por los daños causados por este ataque injustificado contra personas desarmadas. En respuesta, el embajador de Guatemala en México, coronel Arturo Ramírez Pinto, declaró que el ataque a los barcos no fue una acción bélica contra el gobierno de México sino una acción policíaca interna en contra de piratas en territorio guatemalteco. Para reiterar su punto, el embajador guatemalteco recalcó la multitud de protestas anteriores, las cuales estaban ampliamente documentadas, y que el día anterior al ataque hasta la prensa mexicana había publicado la última advertencia del presidente Manuel Ydígoras contra la piratería marina.
El gobierno de México se encontró estupefacto ante la acción enérgica de Guatemala y para mostrar que el gobierno mexicano no estaba intimidado por el episodio, cañoneros de la Armada de México comenzaron a escoltar a barcos pesqueros mexicanos afuera del límite de 3 millas de Guatemala.
En México, estudiantes de preparatorias y de universidades fueron organizados en manifestaciones en favor del presidente mexicano y miembros laborales hicieron declaraciones inflamatorias en contra de la United Fruit Company en Guatemala, culpándola de fomentar conflicto entre las dos naciones.
El tono negativo de la diplomacia fue incrementando y México reclamó que las leyes internacionales no se habían respetado al usar violencia contra personas desarmadas que habían simplemente 'cometido una falta administrativa', y exigió que el conflicto fuera resuelto por la Corte Internacional de Justicia de acuerdo con el "Tratado Americano de Soluciones Pacíficas de 1948". Sin embargo, Guatemala hizo notar que México también usaba la fuerza militar en contra de pescadores piratas estadounidenses y además, Guatemala rechazó toda intervención exterior en materia de actos policíacos en su territorio.
La corte de Guatemala encontró a los pescadores culpables y el 22 de enero, los dejó libres al costo de 55 quetzales (55 dólares U.S.) de multa a cada uno. La liberación de los pescadores ilegales no marcó el final del conflicto, en el que el orgullo nacional de ambas naciones se interpuso.  Al día siguiente, el 23 de enero de 1959, el presidente mexicano Adolfo López Mateos suspendió las relaciones diplomáticas con Guatemala culpando a Ydígoras de no cooperar mediante la Corte Internacional de Justicia. Ydígoras, por su parte, anunció la falta de cooperación de México al no detener actividades ilícitas en territorio guatemalteco tales como la pesca, tala de árboles y tráfico de armas. Ydígoras agregó que Guatemala continuará su acción contra piratas y que no mandaría fuerzas armadas a la frontera, ya que México no era el enemigo, sino "los piratas" que operaban desde México. En realidad, ambos países movilizaron a su ejército a 15 km de la frontera y la Fuerza Aérea Mexicana patrulló la frontera continuamente.

### Alianza Centroamericana
Las prensas de ambas naciones ayudaron a intensificar el sentimiento de honor nacional y de indignación moral. Una manifestación estudiantil se tornó violenta cuando los estudiantes destruyeron señales de tránsito a lo largo de la Calle Guatemala en la Ciudad de México y quemaron en público una efigie de Ydígoras. Mientras tanto en la Ciudad de Guatemala el 22 de enero, estudiantes marcharon por las calles de la ciudad protestando la actitud insolente de México de defender a piratas pesqueros.
La situación continuó escalando cuando Guatemala finalmente puso a sus fuerzas armadas en alerta y el 26 de marzo de 1959 rompió relaciones comerciales con México después de que el puente internacional que unía a la Ciudad Hidalgo y Ayutla fue destruido por manifestantes guatemaltecos, acto que incitó a un grupo de veinte mexicanos armados que cruzaran la frontera y vandalizaran el pueblo de Santa Ana. Como parte de propaganda, el 30 de enero, el partido político mexicano PRI consiguió que algunos diarios publicaran una protesta inexistente que supuestamente reunió aproximadamente a 500 mil personas frente al Palacio Nacional en muestra de apoyo al presidente mexicano Adolfo López Mateos.
Miguel Ydígoras fomentó entonces el resentimiento político, inexistente en aquel entonces, hacia México y consiguió que el salvadoreño y Secretario General de la Organización de Estados Centroamericanos (ODECA), Guillermo Trabannino comenzara una campaña en favor de Guatemala, logrando la alianza de Honduras, El Salvador y Nicaragua, especialmente en lo referente de reclamar un límite de mar territorial de 12 millas marítimas (22,2 km)., Costa Rica no se unió a la alianza, se mantuvo neutral y ofreció sus servicios de mediación diplomática con México. Venezuela y Chile también ofrecieron sus servicios de mediación, pero Ydígoras los rechazó.
En marzo de 1959, la situación diplomática empeoró cuando Ydígoras acusó al gobierno mexicano de albergar a José Gregorio Díaz y Rogelio Cruz Wer, exfuncionarios guatemaltecos, de planear una invasión a Guatemala desde México. Aunque este cargo fue rechazado y desmentido, otros cargos fueron expuestos por Ydígoras, incluyendo una alianza militar secreta entre Belice y México para invadir a Guatemala.

### Resolución
En agosto de 1959 funcionarios de ambos países indicaron a otros embajadores ser receptivos a la reanudación de relaciones diplomáticas. En un discurso dirigido por el presidente López Mateos, declaró que México aceptaría la mediación de otras naciones siempre y cuando los términos de cualquier arreglo sean compatibles con la dignidad de Guatemala. Este discurso causó un interés inmediato a Guatemala, el cual fue transmitido por los embajadores de Chile y Brasil en Guatemala.
En un evento transmitido por radio y televisión el 15 de septiembre, durante los festejos del inicio de la Guerra de Independencia de México, el presidente López Mateos agradeció al pueblo mexicano por su apoyo y anunció la reanudación de relaciones diplomáticas con Guatemala, haciendo notar la importancia de la solidaridad latinoamericana y la amistad con el pueblo vecino de Guatemala.
Como resolución del conflicto, Guatemala lamentó haber tenido que usar violencia contra los barcos pesqueros. México lamentó que los pescadores mexicanos entraron a territorio guatemalteco sin el conocimiento del gobierno mexicano y aseguró que dichas actividades no continuarán y que iba a restringir esa conducta por medio de sus guardacostas de la Armada de México. Guatemala aceptó indemnizar a los pescadores heridos y a las familias de aquellos muertos, así mismo aceptó negociar las reparaciones de los barcos y se reservó el derecho de prevenir la pesca ilícita en sus litorales. Ambos gobiernos aceptaron desarrollar un convenio para prevenir dificultades similares y de aceptar la mediación por medio de la Corte Internacional de Justicia si fuera necesario en el futuro.
Dos años más tarde, en 1961, la Fuerza Aérea Mexicana realizó la compra de 15 jets de combate Vampire MK-3 y 15 jets Lockheed T-33A. La adquisición de dichos equipos no necesariamente obedeció al conflicto con Guatemala, pues la llegada de dichos aviones se realizó prácticamente dos años después del incidente. Dicha compra fue producto del plan de modernización de la FAM puesto en marcha desde 1957, cuando el general Alfonso Cruz Rivera, Jefe de la FAM, visitó bases aéreas estadounidenses y latinoamericanas donde observó y evaluó jets tales como Lockheed T-33 "Shooting Star", los cuales sugirió como primera opción para la FAM. Así mismo, observó también los avances de la industria aeronáutica francesa representada por helicópteros "Alouette" en dos versiones, con motor de pistones y con turbina. Años después, en 1962 el gobierno mexicano negoció la adquisición de helicópteros SA-3130 "Alouette II" y SA-3160  "Alouette III" creando el primer Escuadrón de su clase. Dichas adquisiciones, tanto los jets como los helicópteros se dieron bajo la gestión del general Agustín Olachea Avilés como Secretario de la Defensa Nacional, y del general  Roberto Fierro Villalobos quien sucedió al general Alfonso Cruz Rivera en el cargo como Jefe de la FAM.